# 华昕
华昕（1974年1月—），男，中华人民共和国外交官，现任中华人民共和国驻古巴共和国特命全权大使。

## 生平
华昕毕业于北京外国语大学阿拉伯语专业，曾任驻埃及大使馆参赞和外交部西亚北非司参赞。2021年，升任外交部西亚北非司副司长。2024年6月，出任中华人民共和国驻古巴大使。